# Pseudagrion hamoni
Pseudagrion hamoni е вид водно конче от семейство Coenagrionidae. Видът не е застрашен от изчезване.

## Разпространение
Разпространен е в Алжир, Ангола, Бенин, Ботсвана, Буркина Фасо, Габон, Гамбия, Гана, Гвинея, Демократична република Конго, Замбия, Зимбабве, Камерун, Кения, Кот д'Ивоар, Либия, Мавритания, Малави, Мали, Мозамбик, Намибия (Ивица Каприви), Нигер, Нигерия, Саудитска Арабия, Свазиленд, Северен Йемен, Сенегал, Сиера Леоне, Танзания, Того, Уганда, Централноафриканска република, Чад, Южен Йемен, Южен Судан и Южна Африка (Квазулу-Натал, Лимпопо, Мпумаланга и Фрайстат).